# Estang
Estang är en kommun i departementet Gers i regionen Occitanien i sydvästra Frankrike. Kommunen ligger i kantonen Cazaubon som tillhör arrondissementet Condom. År 2022 hade Estang 664 invånare.

## Befolkningsutveckling
Antalet invånare i kommunen Estang
Referens:INSEE